# Ontherus grandis
Ontherus grandis là một loài bọ cánh cứng trong họ Bọ hung (Scarabaeidae).